# 通货紧缩

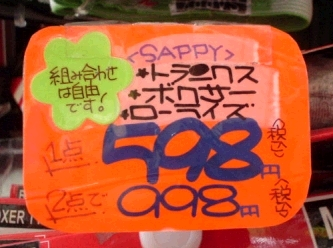
日本商店降價的行為(特價)

通貨緊縮（英語：deflation），簡稱通縮，在經濟學中指商品及服務的普遍價格水準下降。當通貨膨脹率降至0%以下（即負通貨膨脹率）時，便發生通貨緊縮。通貨膨脹會隨著時間降低貨幣的價值，而通貨緊縮則會增加它。這使得與之前相同數量的貨幣能夠購買更多的商品和服務。通貨緊縮與通貨膨脹減緩（即通貨膨脹率下降至較低水準但仍然為正值）不同。
經濟學家普遍認為，在現代經濟中，突然的通貨緊縮衝擊是一個問題，因為它會增加債務的實際價值，尤其是如果通貨緊縮出人意料的話。通貨緊縮還可能加劇衰退，並導致通貨緊縮螺旋（見後面部分）。
一些經濟學家認為，長期的通貨緊縮期與經濟中技術進步的基礎有關，因為隨著生產力的提高（全要素生產率），商品成本會下降。
通貨緊縮通常發生在商品供應過剩（即過量生產）、需求低迷（即消費減少）、貨幣供應減少（即信貸減少或者貨幣發行數量減少），或因經濟體外流的淨資本而發生。當競爭過多且市場集中度過低時也可能發生通貨緊縮。

## 原因及相應的類型
在IS-LM模型（投資與儲蓄均衡 - 流動性偏好與貨幣供應均衡模型）中，通貨緊縮是由於商品及服務的供給曲線發生變化所引起的。 這反過來可能是由於供應增加、需求下降或兩者同時發生所引起的。
當價格下降時，消費者有動機延遲購買和消費，直到價格進一步下降，這反過來又減少了整體經濟活動。 當購買被延遲時，生產能力被閒置，投資下降，進一步減少了總需求。 這就是通貨緊縮螺旋。 快速扭轉這種情況的方法是引入經濟刺激。 政府可以增加對基礎設施等的生產性支出，或者中央銀行可以開始擴大貨幣供應量。
通貨緊縮也與風險迴避有關，投資者和購買者開始囤積貨幣，因為其價值隨著時間增加。 這可能導致流動性陷阱，或可能導致短缺，吸引投資帶來更多工作和商品生產。 中央銀行通常無法對貨幣收取負利率，甚至收取零利率通常也產生的刺激效果小於略高的利率。 在封閉經濟中，這是因為收取零利率也意味著政府證券零回報，或短期內甚至負回報。 在開放經濟中，它產生套利交易，並貶值貨幣。 貨幣貶值導致進口價格上漲，而不必然以同等程度刺激出口。
當貨幣供應固定，或不像人口和經濟那樣快速成長時，通貨緊縮是經濟的自然狀況。 這時，每個人可用的硬通貨量下降，實際上使貨幣變得更稀缺，因此每單位貨幣的購買力增加。 當生產效率的改善降低了商品的整體價格時，也會發生通貨緊縮。 市場競爭通常促使生產者將這些成本節省的至少一部分用於降低他們商品的要價。 當這種情況發生時，消費者支付更少的錢購買這些商品，因此，通貨緊縮已經發生，因為購買力增加了。
從1870年到1900年的加速生產力時期，提高的生產力和降低的運輸成本創造了結構性通貨緊縮，但在1913年聯邦儲備系統成立之前大約有十年出現了溫和的通貨膨脹。 第一次世界大戰期間出現了通貨膨脹，但戰後和1930年代大蕭條期間通貨緊縮又回歸了。 大多數國家在1930年代放棄了金本位制，所以在低生產力增長的法定貨幣制度下，除了投機性資產類別崩潰外，預期通貨緊縮的理由較少。
在主流經濟學中，通貨緊縮可能是由商品供給和貨幣供給的組合引起的，具體是貨幣供應下降和商品供應上升。 歷史上的通貨緊縮事件通常與商品供應上升（由於生產力增加）相關，而沒有貨幣供應增加，或者（如大蕭條和可能的1990年代初日本）商品需求下降結合貨幣供應減少。 對大蕭條的研究表明，作為對需求減少的反應，當時的聯邦儲備系統減少了貨幣供應，助長了通貨緊縮。
原因包括，從需求方面：
- 成長通貨緊縮

- 囤積

以及供應方面：
- 銀行信貸通貨緊縮

- 債務通貨緊縮

- 關於貨幣供給的決策

- 信貸通貨緊縮

### 經濟大蕭條引起通縮
經濟蕭條的通縮主要原因在於企業利潤和個人薪資降低。自1929年代災難性的經濟蕭條，企業的銷售量劇減，公司倒閉，被迫解僱員工，在1929年至1933年之間，工業產出下降了約47％，物價下跌不是因為生產商品和成品豐富，而是因為薪資收入很少導致需求低迷、消費減少。

### 工業革命引起通縮
工業革命的通縮主要原因在於生產效率提升。在18世紀和19世紀時曾發生工業革命所引發通貨緊縮，工業革命引起物價下跌，但卻帶來了繁榮和經濟成長，工業革命讓企業的商品產出增加，並降低了生產成本。這一情況反駁了通貨緊縮會造成經濟停滯的情況，反而工業革命的通縮引起了經濟巨大的成長。